# Agenor de Carvalho
Agenor Francisco Homem de Carvalho GCIH • GOMM (Rio de Janeiro, 23 de novembro de 1933) é um general de divisão e político brasileiro.

## Biografia
Ingressou na carreira militar em 2 de feevreiro de 1953, na Academia Militar das Agulhas Negras, onde graduou-se aspirante-a-oficial de artilharia em 15 de fevereiro de 1955.
Foi promovido a segundo tenente em 25 de setembro de 1955, a primeiro tenente em 25 de dezembro de 1957 e a capitão em 25 de abril de 1961.
Ascendeu ao posto de major em 25 de dezembro de 1968 e em 1969, foi o primeiro colocado de sua turma na Escola de Comando e Estado-Maior do Exército, recebendo por isso a medalha Marechal Hermes de prata dourada com uma coroa.
Foi promovido a tenente-coronel em 31 de agosto de 1975 e a coronel em 25 de dezembro de 1980. Nesse posto, foi adido militar em Roma, na Itália.
Promovido a general de brigada em 31 de março de 1988, comandou a 11.ª Brigada de Infantaria Blindada, em Campinas, no período de 2 de maio de 1988 a 26 de janeiro de 1990.
Foi chefe do Gabinete Militar no governo Fernando Collor de Melo, de 15 de março de 1990 a 2 de outubro de 1992.
A 2 de Julho de 1991 foi agraciado com a Grã-Cruz da Ordem do Infante D. Henrique de Portugal. Admitido à Ordem do Mérito Militar, Agenor foi promovido em agosto de 1992 ao grau de Grande-Oficial.
Em 31 de março de 1992, atingiu o posto de general de divisão, indo para a reserva em 1997. Mora atualmente no Rio de Janeiro.